# Зігфрід Ендлер
Зігфрід Ендлер (нім. Siegfried Endler; 14 квітня 1915, Кроссен-ан-дер-Одер — ?) — німецький офіцер-підводник, оберлейтенант-цур-зее резерву крігсмаріне.

## Біографія
1 березня 1934 року вступив на флот. З 7 січня по 2 липня 1944 року пройшов курс підводника. В липні-грудні 1944 року — 1-й вахтовий офіцер на навчальному підводному човні U-748. З 16 грудня 1944 по 25 січня 1945 року пройшов курс командира човна, після чого був направлений на будівництво U-4711. З 21 березня 1945 року — командир U-4711. 3 травня 1945 року наказав затопити човен в рамках операції «Регенбоген». 8 травня 1945 року взятий в полон британськими військами.

## Звання
- Рекрут (1 березня 1934)
- Боцмансмат резерву (15 червня 1935)
- Боцман резерву (3 жовтня 1936)
- Лейтенант-цур-зее резерву (1 вересня 1941)
- Оберлейтенант-цур-зее резерву (1 вересня 1943)

## Нагороди
- Медаль «За вислугу років у Вермахті» 4-го класу (4 роки)
- Залізний хрест 2-го класу (1940)